# Первомайское (Панфиловский район)
Первомайское (кирг. Первомай) — село в Панфиловском районе Чуйской области Кыргызстана. Административный центр Первомайского аильного округа. Код СОАТЕ — 41708 219 855 01 0.

## География
Село расположено в северо-западной части области, вблизи государственной границы с Казахстаном, севернее Большого Чуйского канала, на расстоянии приблизительно 11 километров (по прямой) к северу от города Каинды, административного центра района. Абсолютная высота — 627 метров над уровнем моря.

## Население
| год     | 2009 | 2014 | 2015 |
| ------- | ---- | ---- | ---- |
| человек | 1290 | 1401 | 1363 |